# Vitreorana helenae
Vitreorana helenae е вид жаба от семейство Centrolenidae.

## Разпространение
Видът е разпространен във Венецуела.